# 試當真
試當真（英語：Trial & Error），香港YouTube頻道，於2020年10月26日開始發佈影片。頻道創辦時最初的常駐幕前成員包括游學修、許賢、蘇致豪、林家熙（Locker）、岑珈其、陳苡臻（Jessica）、倪安慈及陳穎欣（Yanny），成立時沿用舊有網絡創作團體「學舌鳥 Mocking Jer」、「CapTV擷電視」、「金剛crew」之大部分創作班底。頻道踏入Phase 2後吳家忻（Kayan9896）、潘宗孝（Ernest/Ern9）、唐浩然（唐記）加入成為常駐幕前成員。吳伊琳（510）、林子峰（Stone）等人亦透過頻道主辦之《校花校草2022》節目加入成為常駐幕前成員。

## 簡介
該頻道由游學修、許賢及蘇致豪三人創辦，每週定期製作網上短片，當中使用仿紀錄片手法（「Channel需要x」系列）為頻道特色之一，影片題材一般為短劇、解說電影、綜藝遊戲，乃至戲仿重新剪接及配音電影片段。截至2025年4月4日，頻道有逾555000人訂閱。
頻道名稱的由來，源自香港電影行業的拍攝術語「試當真」，意思是由於彩排需時，有時拍攝前未完成完整的彩排，會即興試拍，以求撞出合適、富新鮮感的成品。
頻道標誌為一個全白的扭計骰，游學修在接受網台Mill MILK訪問時解釋，六面全白的扭計骰代表怎麼樣扭也是正確，並沒有錯誤的結果，所以過程中要多點嘗試，是試當真的另類演繹。
直播期間成員經常以西裝造型出現，游學修於香港電台節目《視點31》中解釋為參考美國電影中的西裝造型，認為穿上西裝有一種魔力，讓事情變得好像很厲害。

## 歷史

### 2020年至2021年
2020年10月26日，試當真正式開台，於YouTube頻道發布的第一條影片為電影《天能》的惡搞版。
2021年4月12日，試當真聯同另外三個香港YouTube頻道啱Channel、小薯茄、FHProductionHK以「四台聯播」形式合作。
2021年8月5日，宣布將舉辦兩場現場表演，因採用俗稱「荷蘭式拍賣」的逆向拍賣形式售賣門票引起熱話，由售票首日10,000港元開始，每24小時降價一次，直至最終底價10港元，主創稱之為「社會實驗」。
2021年10月26日，於九龍灣國際展貿中心舉行一連兩場《試當真一週年現場版（暫名）》，並於同日宣佈來年將會籌備開拍電影。
2021年12月13日，頻道成為YouTube香港2021年度熱門創作者第1位。

### 2022年至2023年
2022年4月23日至26日，試當真開賣NFT項目「Next Trial Run」（NTR），以盲盒方式售賣過去一年半發佈之試映劇場中的精選截圖合共6000張，該項目被視為開創以NFT作為附加服務會員制的先河。
2022年6月5日舉行第一次《試當真實體謝票場》，日後亦會將每月其中一次謝票場移師到戲院舉行。實體謝票場開放予NTR持有者抽選NFT門票及允許自由交易，活動只需憑NFT認證即可入場，為全港首次以NFT門票入場之活動。
2022年6月27日，宣佈舉辦「校花校草2022」選秀節目，招募13歲或以上香港中學及大專院校全日制學生（包括應屆DSE考生）。入圍首輪淘汰的參賽者將由NTR持有者投票選出30強（15男15女），再由全民投票選出20強（10男10女）。20強參賽者將參與不同平台的節目或直播演出，每週100%由觀眾投票淘汰1男1女，直至校花校草冠軍誕生。活動最終勝出者將簽約成為試當真藝人。
2022年10月22日，於海港城舉行「校花校草2022畢業禮」，宣佈吳伊琳（510）和林子峰（Stone）獲得冠軍，二人簽約成為試當真旗下藝人。
2022年11月，卡塔爾世界盃足球賽期間，試當真與轉播賽事的Now TV合作，製作13條「試睇世界盃」系列短片，並由許賢擔任Now世界盃宣傳大使。

### 2024年至今
試當真NFT 「Next Trial Run」2年計劃結束，於2024年6月15日舉行以「Next Trial Run」結束為主題的遊戲綜藝節目首播作結束。
2024年7月4日，試當真製作的紀錄片電影《公開試當真》上映，由梁奕豪（贊師父）執導，許賢、游學修監製。電影紀錄滕毅康（阿康）準備應考中學文憑試的心路歷程，和許賢及各補習名師對他的幫助。惟電影上映時，主角滕毅康因已被控在超級市場盜竊而停止試當真所有工作，包括《公開試當真》電影宣傳。滕毅康一直停工，直至2025年1月5日再涉嫌於百貨店中盜竊，而被帶返警署調查。數日後試當真與滕毅康解約。
2024年9月15日，試當真公佈與天下一電影合作開拍改編自電腦遊戲的真人電影《小朋友齊打交》，預計2025年內推出。
試當真入圍台灣第6屆走鐘獎兩項獎項，最佳MV獎及最佳戲劇獎。
2025年4月1日，試當真於Instagram上宣布將於同年10月26日、亦即開台五周年當日起停止運作。 據頻道創辦人游學修、許賢及蘇致豪於4月4日的YouTube頻道直播中解釋，營運試當真以來，各人長期處於高壓狀態，為了大家身心健康著想，故決定停運。

## 頻道幕前成員
| 姓名   | 暱稱         | 出生日期       | 備註                                          |
| ------ | ------------ | -------------- | --------------------------------------------- |
| 陳穎欣 | Yanny        | 1989年12月22日 | 試當真合約藝人，其經理人合約歸於天下一將士    |
| 岑珈其 | 爺爺         | 1990年7月24日  | 經紀公司為Master Our Mind Production          |
| 游學修 | 阿修、修仔   | 1990年9月24日  | 創辦人之一 經紀公司為天下一集團旗下的天高娛樂 |
| 潘宗孝 | Ernest、ERN9 | 1992年8月25日  | 試當真合約藝人                                |
| 蘇致豪 | 豪哥         | 1993年2月26日  | 創辦人之一                                    |
| 許賢   | 腎仔         | 1993年9月24日  | 創辦人之一                                    |
| 林家熙 | Locker       | 1994年9月10日  | 經紀公司為Triple S Artist Management          |
| 陳苡臻 | Jessica      | 1996年6月2日   | 經紀公司為天下一集團旗下的天高娛樂            |
| 趙君瑜 | Angelina     | 2000年6月22日  | 校花校草2022 14強                             |
| 林子峰 | Stone        | 2001年6月18日  | 校花校草2022校草冠軍                          |
| 王紫影 | Shadow       | 2001年11月27日 | 校花校草2022校花第二名                        |
| 楊雅文 | 泰妹         | 2001年12月11日 | 校花校草2022校花第三名                        |
| 何映俞 | Katherine    | 2002年4月4日   | 校花校草2022 18強                             |
| 吳伊琳 | 510          | 2003年6月19日  | 校花校草2022校花冠軍                          |
| 陳穎悠 | 夢           | 2008年2月20日  | 校花校草2022校花校草30強 2024年正式加入       |

### 已退出幕前成員
- 黃梓豪（梓豪）（2022年）[33][34]

- 吳家忻（Kayan9896）（2021年至2024年）[35]
- 滕毅康（康）（2022年至2025年）[27]
- 唐浩然（唐記）（2022年至2025年）
- 倪安慈（阿慈）（2021年至2025年）

## 旗下公司

### 音樂廠牌
- Demo Records

## 跨平台節目
- 2022年：《校花校草2022》選秀節目（與叱咤903、Yes!及香港YouTube頻道「JFFT」合辦）

## 綜合表演
| 演出日期       | 演出名稱                       | 演出者     | 表演場地                | 場次            | 備註 |
| -------------- | ------------------------------ | ---------- | ----------------------- | --------------- | ---- |
| 2021月10月26日 | 《試當真一週年現場版》（暫名） | 試當真全員 | 九龍灣國際展貿中心 匯星 | 2場（3PM／8PM） |      |

## 舞台劇
| 年份 | 劇目                   | 導演   | 編劇   | 主要演員                                                                    | 演出資料                                    | 場次 | 備註 |
| ---- | ---------------------- | ------ | ------ | --------------------------------------------------------------------------- | ------------------------------------------- | ---- | ---- |
| 2022 | 一個舞台上不能接受的吻 | 張銘耀 | 龍文康 | 朱栢康、陳苡臻、郭翠怡、倪安慈、林家熙 特別演出（限定場次）：游學修、潘宗孝 | 2022月7月8日至7月24日 香港藝術中心 壽臣劇院 | 20場 |      |

## 電影
| 年份   | 名稱         | 導演   | 主演                 | 備註                    |
| ------ | ------------ | ------ | -------------------- | ----------------------- |
| 2024   | 公開試當真   | 梁奕豪 | 許賢、滕毅康、林溢欣 | 紀錄片                  |
| 拍攝中 | 小朋友齊打交 | 游學修 | 游學修、許賢、蘇致豪 | 動作片 與天下一電影合作 |

## 獎項及提名
| 年份   | 頒獎活動    | 獎項       | 提名／作品                                         | 結果 |
| ------ | ----------- | ---------- | -------------------------------------------------- | ---- |
| 2024年 | 第6屆走鐘獎 | 最佳MV獎   | N9《二泊三日》Official Music Video（出演：絵麗奈） | 提名 |
| 2024年 | 第6屆走鐘獎 | 最佳戲劇獎 | 跟住去邊度                                         | 提名 |

## 外部連結
- YouTube上的試當真Trial & Error頻道
- 試當真Trial & Error的Facebook專頁
- 試當真Trial & Error的Instagram帳戶
- 試當真Trial & Error的Threads
- Gen Z日常的Instagram帳戶
- YouTube上的拍住先 Shoot la due頻道
- 拍住先 Shoot la due的Facebook專頁
- 拍住先 Shoot la due的Instagram帳戶
- 拍住先 Shoot la due的Threads
- Next Trial Run的Instagram帳戶
- 試當鋪的Instagram帳戶